# Skrivnost megle (film)
Skrivnost megle (izvirno The Mist, ponekod navedeno tudi kot Stephen King's The Mist - Skrivnost megle Stephena Kinga) je filmska grozljivka iz leta 2007, posneta po noveli z istim imenom izpod peresa Stephena Kinga. Scenarij je napisal Frank Darabont, ki je prevzel tudi režisersko vlogo. Darabont je po Kingovi literarni predlogi predhodno posnel že filma Kaznilnica odrešitve in Zelena milja. Zanimanje za filmsko priredbo Kingove novele Skrivnost megle je sicer Darabont kazal že vse od 80. let. V filmu so v vidnejših vlogah nastopili Thomas Jane, Nathan Gamble, Marcia Gay Harden, Laurie Holden, Toby Jones, Andre Braugher, Frances Sternhagen in Sam Witwer.
Film so pričeli snemati februarja 2007 v Shreveportu, Louisiana. Darabont je predvidel tragičnejši konec od tistega iz Kingovega izvirnika, do te spremembe je Stephen King izkazal naklonjenost. Za namene snemanja so prav tako ustvarili edinstvene kostume za pošasti, da bi se razlikovale od tistih iz preteklih filmov. Film je svojo komercialno premiero v ZDA in v Kanadi doživel 21. novembra 2007. Celokupno gledano se je film v finančnem smislu solidno odrezal in doživel več ali manj pozitivne kritike.
Čeprav gre v osnovi za film o pošastih, je dogajanje osredotočeno na to, česar so običajni ljudje sposobni pod izjemnimi okoliščinami. Film se namreč vrti okoli prebivalcev malega mesta Bridgton, Maine, ki ga zajame nevihta. Po nevihti na območje pade gosta megla in prebivalci se v strahu zatečejo v bližnjo veleblagovnico. Tam se začne boj z nadnaravno meglo in pošastmi, ki iz nje skačejo in napadajo ljudi, sčasoma pa narastejo tudi napetosti med preživelimi.

## Vsebina
Komercialni umetnik David Drayton (Thomas Jane) in njegova žena Stephanie (Kelly Collins Lintz) jutro po uničujoči nevihti v zraku opazita nenavadno meglo, ki se z bližnjega jezera približuje njihovi hiši. Da bi počistil škodo, ki jo je za sabo pustila nevihta, se David z osemletnim sinom Billyjem (Nathan Gamble) in sosedom Brentom Nortonom (Andre Braugher) odpravi v lokalno veleblagovnico. Veleblagovnica je prav tako kot preostala skupnost ostala brez elektrike. David že ob prihodu zazna veliko aktivnost policije, ki se vozi naokoli po ulicah. To negotovost prekinejo sirene za tornado, ki začnejo tuliti. Skladno s sirenami se z okrvavljenim nosom v veleblagovnico zateče Dan Miller (Jeffrey DeMunn), ki prisotne posvari, da je nekaj nevarnega v megli. Potem ko megla prekrije parkirišče pred veleblagovnico in zrak preplavi krik moškega z odprtega, se vodilni možje v veleblagovnici odločijo, da je najbolj preudarno zapreti se v veleblagovnico in počakati na konec nevarnosti. V veleblagovnico se res zaprejo in kmalu se začne cela veleblagovnica tresti, kar v dogajanje vnese dodatno negotovost.
Situacijo si prva začne razlagati duševno neuravnovešena verska obsedenka gospa Carmody (Marcia Gay Harden), ki videno utemelji s sodnim dnem. Medtem ko David preiskuje skladišče za odejo za svojega sina, zasliši močno butanje v garažna vrata skladišča. K sebi pokliče lokalnega mehanika Myrona (David Jensen), Jima (William Sadler), pomočnika direktorja veleblagovnice Ollieja (Toby Jones) in mladega strežnika pri blagajni Norma (Chris Owen). Skupaj se odločijo, da dvignejo vrata in pošljejo Norma ven, da popravi generator. Kljub Davidovem ugovarjanju se tako zgodi in Norma nenadoma zgrabi komplet lovk, ki prične mesariti po njegovem telesu. David je nemočen in lovke Norma odvlečejo v smrt v meglo. Kljub videnem pa David in Ollie, ki se od druščine najbolj izpostavita, o lovkah v megli ne uspeta prepričati ostalih ljudi v trgovini in mnogi ju označijo za nora. Največji skeptiki se tako odpravijo v meglo v prepričanju, da ni tam zunaj nobene nevarnosti. Skupaj z njimi se ven odpravi tudi nek možakar srednjih let, ki se javi, da odide v Cornellov (Buck Taylor) avto po pištolo. David mu opasa vrv za približno oceno, do kod je še varno hoditi. Ko od možakarja ostanejo samo noge, nastane v veleblagovnici velik šok, še posebej ko morajo njegovo truplo vleči nazaj k sebi in pri tem gledati močno okrvavljeno vrv.
Ponoči se začnejo prikazovati nove pošasti, ki so bolj kot kaki hobotnici podobne ptičem ali kakim letečim žuželkam. Čeprav David s pomagači vhodno pleksi steklo v veleblagovnico ojača s kupi pasje hrane, tem ptičjim pošastim vseeno uspe razbiti steklo in se prebiti noter. V veleblagovnici nenadoma zavlada panika, saj se začne boj s pošastmi. Ollie se proti njim bori s pištolo, David jih želi uničiti z ognjem, a sta obe taktiki precej nevarni, saj Ollie skoraj ustreli Davidovega sina Billyja, David pa skoraj sproži požar sredi veleblagovnice. Do požara resda ne pride, vendar eden od ljudi v trgovini vseeno utrpi hude opekline. Med napadom pošasti se pripeti tudi to, da ena od pošasti napade gospo Carmody, ki se pošasti drzno zoperstavi in ima srečo, saj se pošast premisli in odide drugam. Mnogi ljudje v tem dejanju vidijo potrditev besed gospe Carmody, zato se krog njenih privržencev začne hitro širiti. Gospa Carmody je namreč začela razlagati, da se bližajo koncu sveta in da potrebujejo človeško žrtev, da se izognejo Božjemu srdu.
V vmesnem času začne na Billyja paziti mlada Amanda Dumfries (Laurie Holden), sploh ko Davida ni pri njem. David se nato s skupinico prostovoljcev odpravi v sosednjo lekarno po zdravila za ranjenca z opeklinami. V lekarni se razplamti nov boj s pošastmi, ki so tokrat bolj podobne pajkom. V boju resda padeta dva prostovoljca, a se David s skupino in zdravili vseeno vrne nazaj v trgovino. Po vrnitvi neuspešne odprave v lekarno se tehtnica med Davidovimi somišljeniki in privrženci gospe Carmody dokončno prevesi na stran gospe Carmody, na čigar stran prestopi tudi prej Davidov podpornik Jim.
David kmalu odkrije, da sta med njihovo lekarnarsko odpravo dva vojaka v skladišču storila samomor, kar mu da vedeti, da ključ uganke o megli in pošastih tiči v skrivnostnem projektu Arrowhead. Ta projekt je namreč na gori nad jezerom ob Davidovi hiši izvajala vojska in že pred nevihto se je o tem projektu med krajani marsikaj govorilo. Edini preostali vojak, Wayne Jessup (Samuel Witwer), tako razkrije, da je verjetno res prav ta projekt vzrok za nevihto. Doda tudi, da se je naokoli govorilo, da je bil cilj projekta pogledati v ostale dimenzije, ter izreče sklep, da se je verjetno kako okno v drugo dimenzijo razbilo in povzročilo to nevihto. Pogovor med Davidom in Waynom preseka gospa Carmody, ki prav Wayna izbere za prvo žrtev, nakar ga njeni privrženci večkrat zabodejo in nato vržejo v meglo pošastim. David, ki se boji naslednjih žrtev po izboru gospe Carmody in ga v prvi vrsti skrbi za sina Billyja, skuje načrt, da bodo s svojo skupino prihodnje jutro zarana odšli ven in se z njegovim avtom odpeljali v neznano. Njihov poskus odhoda prepreči gospa Carmody, ki najprej za naslednjo žrtev izbere Billyja, nato pa kar celo skupino Davidovih privržencev. Napetost v hipu preseka Ollie, ki gospo Carmody dvakrat ustreli in jo z drugim strelom v glavo tudi usmrti. Bivši privrženci gospe Carmody se znajdejo v šoku in zmedi ter pustijo Davidovi skupini oditi. V poskusu odhoda življenje izgubijo Ollie, Myron in Cornell, medtem ko se Amanda, David, Billy ter žilava upokojenca Dan in Irene rešijo v Davidov avto in se odpeljejo proti jezeru.
Pri jezeru David odkrije, da je njegov dom uničen. Prav tako na neki steni vidi mrtvo telo svoje žene, ujeto v pajkove mreže. David se z zlomljenim srcem odpelje na jug in na poti opazuje pohod velikanske pošasti z lovkami. Naposled avtu zmanjka goriva in David ugotovi, da imajo na voljo le štiri krogle za pet ljudi. Medtem ko Billy spi, se odrasli med samomorom in nesmiselnim bojem s pošastmi odločijo za prvega. Zatorej sklenejo, da naj David ubije vse štiri razen sebe in se nato poda v meglo v gotovo nasilno smrt pod žreli pošasti. David zgrožen in odločen, da umre, zapusti avto in se poda v meglo. Kmalu v megli zasliši zvok, ki ga ustvarjajo kolone vojaških tovornjakov in metalcev ognja. David v momentu spozna, da je vojska že vzpostavila nadzor in nevtralizirala pošasti, in pade na kolena, vedoč da so bile zadnje žrtve zaman. David obremenjen s sinomorom še naprej kleči na kolenih, medtem ko se mu dva vojaka približata in ga zmedeno opazujeta. S tem kadrom se film tudi zaključi.

## Igralska zasedba
- Thomas Jane - David Drayton, komercialni umetnik in slikar filmskih posterjev. David se s sinom Billyjem znajde ujet v veleblagovnici. Na koncu filma ga reši prihod vojske, potem ko je malo prej po nepotrebnem ubil svojega sina in prijatelje.
- Marcia Gay Harden - gospa Carmody, lokalna verska obsedenka. Sčasoma si pridobi veliko privržencev, s tem ko predava naokoli o sodnem dnevu, odrešitvi in Božjem srdu. Ko skušajo Davidovi pristaši oditi iz trgovine in jim gospa Carmody stopi na pot, rekoč da morajo naslednjega žrtvovati Davidovega sina Billyja. V napeti situaciji jo Ollie ustreli v trebuh in nato še v glavo ter ji tako vzame življenje.
- Laurie Holden - Amanda Dumfries, mlada poročena učiteljica. Njenega moža ni doma, tako da je bila v času nevihte sama. V veleblagovnici se spoprijatelji z Davidom in zanj pazi na Billyja. Njeni poskusi spoprijateljitve z gospo Carmody naletijo na žaljivke in sarkastično zaničevanje. Po odhodu iz trgovine se z Davidom, Billyjem in dvema upokojencema znajde v Davidovem avtomobilu. Ko zmanjka bencina, jo David ubije, da bi s tem preprečil, da jo napadejo in ubijejo pošasti.
- Nathan Gamble - Billy Drayton, petletni sin Davida Draytona. Ob koncu filma ga oče David ustreli, da bi ga obvaroval pred pošastmi.
- Toby Jones - Ollie Weeks, pomočnik direktorja veleblagovnice. Ollie se izkaže za zelo praktičnega in herojskega. Zelo prav mu pride predvsem njegovo spretno rokovanje z orožjem, zato je tudi on tisti, ki mu zaupajo pištolo. Skozi cel film je eden redkih, ki ostane razumen in razmišlja trezno in logično. Na koncu ustreli gospo Carmody, a ga na poti proti Davidovemu avtomobilu zgrabi pošast in ubije.
- Andre Braugher - Brent Norton, Davidov sosed in uspešen odvetnik. Brent je leto poprej proti Davidu sprožil tožbo in izgubil. Med njim in Davidom stojijo stare zamere, čeprav sprva kaže, kot da sta se pobotala, saj se skupaj odpeljeta v mesto. Ko David v trgovini pove, da je v megli nekaj nevarnega, mu Brent ne verjame in vse skupaj označi za Davidovo nezrelo potegavščino. Že zgodaj v filmu samozavestno, nezavedajoč se nevarnosti, odide v meglo skupaj s starejšimi možakarjem, na katerega je David privezal vrv. Brentova usoda je neznana.
- William Sadler - Jim Grondin, lokalni mehanik. Jim je sprva na Davidovi strani in z njim tudi odide v lekarno po zdravila za ranjenca z opeklinami. V lekarni razplamti boj s pošastmi, ki Jima obsede, tako da prestopi na stran gospe Carmody. Odtlej je eden njenih najglasnejših podpornikov in sodeluje pri žrtvovanju mladega vojaka Wayna Jessupa. Ko Ollie ustreli gospo Carmody, je Jim povsem blizu, a se ne gane, saj Ollie nameri pištolo vanj. Njegova usoda je neznana.
- Jeffrey DeMunn - Dan Miller, domačin. Dan je prvi, ki je izkusil nevarnosti v megli. Povsem na začetku filma s krvavim nosom priteče v veleblagovnico in ljudi posvari, več ali manj zaman. Ves čas je na Davidovi strani in se tudi reši v Davidov avto. Na koncu ga David ustreli, da bi mu prihranil smrt s strani pošasti.
- Buck Taylor - Cornell.
- Frances Sternhagen - Irene, starejša učiteljica tretjega razreda osnovne šole. Kljub visoki starosti se izkaže za žilavo. Venomer ostane mirna in zbrana. Gospo Carmody sovraži in se tega ne boji pokazati. Ves čas je na Davidovi strani in se tudi reši v Davidov avto. Na koncu jo David ustreli, da bi ji prihranil smrt s strani pošasti.
- Alexa Davalos - Sally, mlada trgovka. Sally dela na blagajni veleblagovnice, občasno jo David uporabi tudi za varuško svojemu sinu Billyju. Že v šolskih dneh se je spogledovala s sedaj vojakom Waynom Jessupom in z njim preživi v trgovini nekaj intimnih trenutkov. Umre tedaj, ko v trgovino priletijo ptičje pošasti, ena od teh pošasti jo piči v vrat. Vrat ji močno oteče in velike otekline ji zaprejo dihalno pot, zaradi česar se zaduši.
- Samuel Witwer - vojak Private Wayne Jessup. Nevihta ga prisili, da ostane v veleblagovnici. Ko gospa Carmody izve, da je nevihto zelo verjetno povzročila ameriška vojska s svojimi eksperimenti, ga skupina njenih privržencev žrtvuje. Najprej ga večkrat zabodejo in nato še vržejo ven iz trgovine, kjer ga pograbi raku podobna pošast in ga odpelje v neznano.
- Chris Owen - Norm, mladi strežnik na blagajni. Norm je prva žrtev pošasti. Ko odide ven popravit generator, ga zgrabi komplet lovk, ki prične mesariti po njegovem telesu. David ga skuša zaman rešiti, saj lovke Norma odvlečejo v meglo.
- Robert Treveiler - Bud Brown, direktor veleblagovnice. Skupaj z Davidom in ostalimi pripravi načrt pobega, a se v megli izgubi in je zato prisiljen vrniti se v trgovino. Njegova usoda je neznana.
- David Jensen - Myron LaFleur. Myron je lokalni mehanik, ki se postavi na Davidovo stran in se udeleži pobega, a si na poti zvije gleženj. Šepajočega ga pograbi in ubije pajku podobna pošast.
- Ron Clinton Smith - gospod Mackey. Mackey dela kot mesar v trgovini. Po odpravi v lekarno postane zvest podpornik gospe Carmody. On je tisti, ki zabode vojaka Jessupa. Ko gospa Carmody za naslednjo žrtev izbere Billyja, se že spravi nanj, a nato Ollie ustreli gospo Carmody. Tedaj se Mackey umakne, saj se boji, da bi Ollie ustrelil še njega. Njegova usoda je neznana.
- Susan Watkins - Hattie. Hattie je prijateljica Irene in Amande. Ko ni Davida, Irene ali Amande, ona pazi na Billyja. Njena smrt je nesreča, saj ponesreči stori samomor s prevelikim odmerkom drog, ki ga vzame, ko v trgovino priletijo leteče pošasti.
- Andy Stahl - Mike Hatlen
- Brandon O'Dell - Bobby Eagleton
- Jackson Hurst - Joe Eagleton
- Juan Gabriel Pareja - Morales
- Walter Fauntleroy - Donaldson
- Kelly Collins Lintz - Stephanie Drayton, Davidova žena in Billyjeva mati. Stephanie ostane doma in se ne odpravi v trgovino z Davidom in Billyjem. Ko se David in preostala peščica preživelih vrne k njim domov, jo najdejo mrtvo sredi goste pajkove mreže.
- Melissa McBride - ženska z otroki doma. Ko mesto zajame megla, je ujeta v trgovini. Ker ima doma otroke, želi k njim domov, a ne uspe nikogar prepričati, da bi jo pospremil domov. Vseeno se pogumno odpravi v meglo k osemletni hčerki Wandi in sinu Victorju. Na koncu filma se za kratek čas pojavi na vojaškem tovornjaku skupaj s svojima otrokoma, saj je očitno preživela odpravo v meglo in rešila otroke.

## Produkcija

### Razvoj
Režiser Frank Darabont je novelo Skrivnost megle Stephena Kinga prvič prebral v sklopu antologije grozljivih zgodb Dark Forces. Takoj je izrazil zanimanje za režiranje filmske priredbe zgodbe in med režiserji je želel debitirati prav s tem filmom. Naposled je pričel snemati film Kaznilnica odrešitve, ki je tudi posnet po noveli Stephena Kinga. Oktobra 1994 je Darabont po dokončanju Kaznilnice odrešitve znova izrazil zanimanje za filmsko priredbo zgodbe Skrivnost megle. Okoliščine so znova vzele svojo pot in Darabontov naslednji filmski projekt je postal Zelena milja, posnet po Kingovem romanu Zelena milja. Darabont se je nato s filmskim podjetjem Paramount Pictures končno uspel izpogajati za ohlapen dogovor glede filmske priredbe Skrivnosti megle. Do tedaj mu je tudi Stephen King že predal filmske pravice za novelo. Do decembra 2004 je Darabont že pričel pisati scenarij za film in oktobra 2006 so film pri podjetju Paramount Pictures spustili iz rok. Projekt je padel pod okrilje podjetja Dimension Films, Darabonta so res imenovali za režiserja in za igranje glavne vloge so se že domenili s Thomasom Janom.

### Scenarij
Režiser Frank Darabont se je odločil posneti film Skrivnost megle, potem ko je predhodno ustvaril »enostavnejši drami«, Kaznilnico odrešitve in Zeleno miljo. Dejal je, da želi »posneti zelo direkten, mišičast tip filma«. Pri pisanju scenarija si je zamislil drugačen konec od tistega v noveli Stephena Kinga. To potezo Darabonta je King pohvalil in konec opisal kot takega, ki vznemirja filmske studije. Dejal je: »Konec je tak sunek - bum! Zastrašujoč je. Vendar nekateri ljudje, ki si gredo pogledat grozljivko, pač nočejo iti domov s srečnim koncem.« 
Darabont je film ovrednotil za nenavadnega in starinskega v svojih elementih pošasti in strahu pred neznanim, v primerjavi s trenutno priljubljenostjo t. i. splatter filmov, polnih grozljivih prizorov v visoki ločljivosti in nazornosti. Darabont je Skrivnost megle označil za duhovno vrnitev v dobo Paddyja Chayefskyja in Williama Shakespeara, rekoč »Gre za ljudi, ki se dajejo med sabo.« V filmu je posebej izpostavil element strahu, zaradi katerega so se ljudje vedli drugače kot sicer. Dejal je: »Kako primitivni so lahko ljudje? V hipu se lahko zgodi Gospodar muh, tudi z nekaj prijetnimi pošastmi.«  Vzporednice je potegnil tudi z epizodo »The Monsters Are Due on Maple Street« televizijske serije The Twilight Zone iz leta 1959 in s filmom Rešilni čoln iz leta 1944.
V noveli se glavni lik David Drayton - ki je poročen - zaplete v spolno razmerje z Amando Dumfries, ki je prav tako poročena. Darabont je to podrobnost pri ustvarjanju scenarija izpustil, saj se ni želel spuščati v obravnavo zunajzakonskih razmerij. Lika, ki sta ju upodobila Thomas Jane in Laurie Holden, imata tako bolj nekakšno čustveno zvezo. Jane je pojasnil: »Mi nekako tvorimo majhno družino, nekakšno nadomestno družino - v njej sem jaz svojemu sinu oče, ona pa postane njegova mati. Postanemo majhna enota in se skušamo skozi to nočno moro prebiti skupaj.« Holdenova je morečo situacijo v filmu primerjala s tem, kar so v času divjanja orkana Katrina pretrpeli begunci na stadionu Louisiana Superdome.
V filmu malo izvemo o izvoru megle (le da so jo povzročili vojaški eksperimenti, natančneje projekt Arrowhead). Darabont je v osnutek scenarija vključil tudi uvodni prizor, v katerem nevihta sproži okvaro v laboratoriju projekta Arrowhead. Ta okvara naj bi bila kriva, da je portal v drugo dimenzijo ostal predolgo odprt in so zato na Zemljo prifrčale pošasti. Prizora niso kasneje nikoli posneli.

### Snemanje
Decembra 2006 so se končala pogajanja z Janom, ki se je pridružil preostali igralski zasedbi. Januarja 2007 sta v sodelovanje privolila še Andre Braugher in Laurie Holden. Produkcija se je pričela februarja 2007 v filmskem in glasbenem studiu StageWorks v Shreveportu, Louisiana. Marcia Gay Harden in Toby Jones sta se posadki priključila šele konec tistega meseca. Preostale stranske vloge so nato podelili Williamu Sadlerju, Jeffreyu DeMunnu in Brianu Libbyju, ki so vsi poprej že sodelovali z Darabontom pri projektih Kaznilnica odrešitve in Zelena milja. Sadler je leta 1986 že sodeloval pri avdio knjigi Skrivnost megle, tedaj kar v glavni vlogi Davida Draytona. Darabont je za stransko vlogo sprva želel angažirati kar Stephena Kinga, a je King ponudbo odklonil, tako da je vskočil Brian Libby.
Darabont je želel ujeti »bolj tekoč in grob dokumentarni vidik« Skrivnosti megle, zato je poskrbel, da je prizore snemala snemalna posadka televizijske serije The Shield. Nameraval se je poslužiti digitalne tehnike snemanja, a je ugotovil, da »na koncu izgleda prelepo.« Namesto tega je uporabil kamere 400 ASA od Fujifilma, zaradi katerih je slika postala bolj zamegljena in nejasna.
V uvodnem prizoru vidimo Davida, kako slika v svoji sobi. Slika je vzeta iz Kingove serije knjig Dark Tower, ustvaril pa jo je slavni oblikovalec filmskih posterjev Drew Struzan. Darabont je vključil tudi Struzanove posterje in ilustracije za njegova filma Kaznilnica odrešitve in Zelena milja ter za filma Johna Carpenterja, Stvor in Panov labirint. S tem je želel počastiti Struzana, ki ga imajo mnogi za »največjega umetnika posterjev našega časa.«
Darabont je pri ustvarjanju filma sodeloval tudi s produkcijskim oblikovalcem, da bi ustvarila mešanico različnih obdobij. S tem sta želela čas dogajanja ohraniti nedoločen in obenem filmu odvzeti občutek sodobnosti. Liki v filmu so tako uporabljali mobilne telefone, uniforme vojaške policije pa so za razliko segale malce dlje nazaj v preteklost. Nek poslanec je v filmu vozil starega jeepa in ne humveeja, ostali avtomobili pa so bili sodobni modeli. Avtomobili mestne policije na začetku filma so modeli 1987 Chevrolet Caprice ali 1988 Ford LTD Crown Victoria. Slednja modela sta bila standard za policijsko uporabo v poznih 80. letih, a jih policija ne uporablja več od konca 90. let.
Za potrebe snemanja so vpoklicali preko 100 statistov iz Shreveporta, Louisiana. 60 od teh 100 statistov so namesto klasične uporabe (za ozadje filma in razne prizore z ljudskimi množicami) porabili kar za konkretnejše prizore v veleblagovnici. Filmu so lokalni pečat vtisnile tudi blagovne znamke, tipične za Louisiano - npr. krompirjev čips Zapp. Prizor z začetka filma (pročelje hiše) so posneli v Shreveportu, medtem ko posnetki veleblagovnice od zunaj sodijo v Vivian, Louisiana. Ob koncu filma lahko gledalec ob pozornem spremljanju razbere, da mimo vozeči gasilni tovornjaki pripadajo gasilni brigadi iz okrožja Caddo Parish, Louisiana. Verjetno gre za napako, saj je film postavljen v zvezno državo Maine, ne Louisiano.

### Filmska glasba
Darabont se je odločil, da ima glasba v filmu minimalni možni učinek. S tem je želel ujeti »temačni pridih« tragičnega konca, za razliko od Kingove novele in njenega dokaj optimističnega konca. Režiser je pojasnil: »Včasih ima filmska glasba napačen učinek. Vedno sem menil, da je tišina strašnejša od hrupa ali glasbe, šepet učinkovitejši od poka, in želeli smo napraviti kompromis. Glasbeno podlago smo skrčili na minimum, da smo obdržali tisti pristen, dokumentarni občutek.« Darabont je izbral pesem »The Host of Seraphim« glasbene skupine Dead Can Dance za ozadje. Gre za duhovno pesem, polno zavijanja in koralov. Darabont je bil kot pristaš skupine Dead Can Dance mnenja, da pesem nadomešča »mašo za mrtve za človeško raso«. Končno glasbeno podlago je ustvaril skladatelj Mark Isham, ki je bil predhodno leta 1992 nominiran za oskarja za svoj glasbeni prispevek filmu Reka poje mi.

### Učinki
Darabont je za namene pomoči pri oblikovanju pošasti najel umetnika Jorduja Schella in Bernieja Wrightsona. Za oblikovanje pošasti in make-up učinke je bil sicer zadolžen Greg Nicotero, medtem ko je Everett Burrell prevzel delo nadzornika vizualnih učinkov. Nicotero je skice pošasti ustvaril že v 80. letih, ko je Darabont prvič izrazil zanimanje za filmsko priredbo Kingove novele. Ko je projekt dobil zeleno luč, so se Nicotero, Burrell in Darabont pričeli sestajati v kavarni CaféFX, kjer so se v prvi vrsti pogovarjali o izgledu pošasti. Studio za vizualne učinke je Darabontu priporočil Guillermo del Toro, potem ko ga je Darabont vprašal, kdo je ustvaril vizualne učinke za film Panov labirint. Ker so bile pošasti v noveli opisane zgolj v nekaj stavkih, so morali ustvarjalci iskati nove ideje glede njihovega izgleda. Glavni izziv je bil predvsem ustvariti edinstvene, prvič videne pošasti, in ne preprosto uporabiti ideje iz preteklih filmov. Nicotero je kot velik poznavalec filmske zgodovine in zgodovine tega filmskega žanra pregledal pretekle filme in njihove podobe pošasti, da bi se izognili vsakršnemu potvarjanju tujih idej. Ko so pošasti končno dobile svojo obliko, sta Nicotero in Burrell celotni igralski zasedbi predstavila njihov izgled in pokazala lutke, narejene po podobah pošasti. Predstavitev lutk je služila dvojno, saj je igralska zasedba dobila idejo o snemalnih luknjah, ki so jih kasneje zapolnile računalniško ustvarjene pošasti.

## Izid

### Kinematografi
Film Skrivnost megle je 18. oktobra 2007 sodeloval na filmskem festivalu ShowEast. Na tem festivalu so režiserja Franka Darabonta počastili s Kodakovo nagrado za odličnost v filmski industriji za njegova prejšnja filma Kaznilnica odrešitve in Zelena milja. Film je sicer komercialno premiero v ZDA in v Kanadi doživel 21. novembra 2007. V prvem vikendu je film prinesel 8.931.973 $. Do 9. avgusta 2009 so ustvarjalci zabeležili skupen prihodek od filma: 25.593.755 $ v ZDA, 27.560.960 $ v Kanadi in 57.289.103 $ v ostalih predelih sveta skupaj.

### Domače izdaje
Film je na police trgovin v DVD izvedbi prišel 25. marca 2008. Poleg filma so kupci na enem DVD-ju za svoj denar dobili še avdio komentar Franka Darabonta, osem izbrisanih scen z možnim komentarjem ob strani in poleg filma glavno atrakcijo domače izdaje filma, »Pogovor s Stephenom Kingom in Frankom Darabontom«. Istočasno so na police prišle tudi izdaje z dvema DVD-jema, ki je vključevala še ekskluzivno črnobelo predstavitev filma (kot tudi barvno) in pet dodatnih atrakcij (»Ko pade tema: snemanje Skrivnosti megle«, »Krotilci zveri: snemanje prizora 35«, »Pošasti med nami: pogled na stvor FX«, »Groza v vsem: vizualni učinki Skrivnosti megle« in »Drew Struzan: ceniti umetnika«).

## Kritičen sprejem
Na spletni strani Rotten Tomatoes so zapisali, da je 73 % od 139 kritikov filmu dalo pozitivno oceno, pri čemer je bila povprečna ocena filma 6,5 od 10. Med najbolj priznani kritiki Rotten Tomatoesa je film zabeležil potrditveno oceno v 59 %, na podlagi vzorca 29 kritikov. Metacritic, ki zbira uravnotežene ocene filmskih kritikov po ocenjevalni lestvici od 1 do 100, je na podlagi 29 ocen filmu pripisal oceno 58.